# Алексеев, Александр Николаевич (дипломат)
Алекса́ндр Никола́евич Алексе́ев (род. 5 февраля 1951) — советский и российский дипломат. Чрезвычайный и полномочный посол (2004).

## Биография
В 1973 году окончил Московский государственный институт международных отношений и поступил на службу в МИД СССР.
Работал на различных дипломатических должностях в центральном аппарате министерства и за рубежом.
- В 1993—1998 годах — советник-посланник Посольства Российской Федерации в Бельгии, представитель России при НАТО.
- В 1998—2002 годах — заместитель директора Департамента общеевропейского сотрудничества МИД РФ.
- В 2002—2004 годах — директор Третьего европейского департамента МИД России.
- В 2004—2008 годах — чрезвычайный и полномочный посол Российской Федерации в Сербии и Черногории[1][2].
- В 2008—2010 годах — директор Четвёртого европейского департамента МИД России.
- С 21 июня 2010 по 26 августа 2014 года — чрезвычайный и полномочный посол Российской Федерации в Польше[3][4].
- С сентября 2014 года по 2016 — посол по особым поручениям МИД России.
- С 2016 года — сотрудник Организации Договора о коллективной безопасности (ОДКБ)

## Дипломатический ранг
- Чрезвычайный и полномочный посланник 2 класса (10 декабря 1995)[5]
- Чрезвычайный и полномочный посланник 1 класса (24 января 2000)[6]
- Чрезвычайный и полномочный посол (25 августа 2004)[7]

## Награды
- Орден Почёта (4 сентября 2023) — за достигнутые трудовые успехи и многолетнюю добросовестную работу[8]
- Орден Дружбы (22 мая 2014) — за достигнутые трудовые успехи, значительный вклад в социально-экономическое развитие Российской Федерации, реализацию внешнеполитического курса Российской Федерации, заслуги в гуманитарной сфере, многолетнюю добросовестную работу, активную общественную деятельность[9]
- Медаль ордена «За заслуги перед Отечеством» II степени (2009)
- Орден Преподобного Сергия Радонежского II степени (РПЦ, 2007)
- Орден Святого Саввы I степени (Сербская православная церковь, 2008) — за достойное представление российского народа в Сербии, за проявленную любовь к сербскому православному народу и за постоянную заботу о справедливом решении статуса Косово и Метохии[10].
- Медаль «За укрепление коллективной безопасности» Организации Договора о коллективной безопасности (ОДКБ), 2019 год[11].

## Владение иностранными языками
Владеет французским, немецким, английским, сербским и польским языками.